# Kvantum Markov-lánc
A kvantum Markov-lánc a klasszikus Markov-lánc ötletének kiterjesztése, mely a klasszikus valószínűségszámítás helyett kvantummechanikai elveken alapszik. Kvantum Markov-láncokkal leírhatók olyan egydimenziós kvantumrendszerek (például spinláncok) egyensúlyi állapotai, melyekben csak az egymás mellett levő részecskék léphetnek kölcsönhatásba egymással.
A homogén kvantum Markov-láncot egy olyan {\displaystyle (E,\rho )} pár generálja, ahol {\displaystyle E:{\mathcal {A}}\otimes {\mathcal {A}}\to {\mathcal {A}}} egy kvantumcsatorna, tehát egy teljesen pozitív és nyomtartó leképezés, {\displaystyle {\mathcal {A}}} korlátos operátorok egy C*-algebrája, {\displaystyle \rho :{\mathcal {A}}\to \mathbb {C} } pedig egy kvantumállapot. Ezen objektumok segítségével bármely {\displaystyle n} természetes számra rekurzív módon definiálható egy egyedi {\displaystyle \rho _{n}} kvantumállapot, melynek a korrelációfüggvénye {\displaystyle A_{0},\dots ,A_{n}\in {\mathcal {A}}} megfigyelhető mennyiségekre
{\displaystyle \rho _{n}(A_{0}\otimes \dots \otimes A_{n})=\rho (E(A_{0}\otimes E(A_{1}\otimes \dots \otimes E(A_{n}\otimes I))\dots )),}
ahol {\displaystyle I} az egységoperátor {\displaystyle {\mathcal {A}}}-ban. 
Egy kvantum Markov-láncot stacionáriusnak nevezünk, ha minden {\displaystyle A\in {\mathcal {A}}} megfigyelhető mennyiségre
{\displaystyle \rho (E(I\otimes A))=\rho (A)}
teljesül. Továbbá ha az {\displaystyle {\hat {E}}(A)=E(I\otimes A)} operátornak az 1 egyedi sajátértéke, és minden más sajátértéke kisebb egynél (lehetnek komplex sajátértékei is), akkor a lánc korrelációi exponenciálisan csökkennek.